# Suzumiya Haruhi no tomadoi
Suzumiya Haruhi no tomadoi (涼宮ハルヒの戸惑?), letteralmente "La perplessità di Haruhi Suzumiya", è un videogioco pubblicato dalla Banpresto per PlayStation 2 il 31 gennaio 2008 esclusivamente in Giappone, e basato sull'anime La malinconia di Haruhi Suzumiya. Il videogioco è stato pubblicato in due differenti edizioni: quella standard ed una a tiratura limitata, in cui allegato al videogioco veniva venduta una action figure raffigurante Haruhi Suzumiya ed un libro con informazione ed illustrazioni sulla serie.
La perplessità di Haruhi Suzumiya è un'avventura grafica con alcuni elementi tipici dei videogiochi di ruolo e dei simulatori di appuntamenti. Il giocatore controlla il personaggio di Kyon e nel corso del gioco avrà a che fare con gli altri personaggi femminili dell'anime: Haruhi Suzumiya, Mikuru Asahina e Yuki Nagato.
La sigla di apertura del gioco è Bōken desho desho? (冒険でしょでしょ?? "È un'avventura, vero, vero?") di Aya Hirano, la stessa della prima stagione della serie animata.

## Accoglienza
Al momento dell'uscita, i quattro recensori della rivista Famitsū hanno dato un punteggio di 28/40.

### Vendite
Il gioco è stato il novantacinquesimo più venduto in Giappone nel 2008 con 139 425 copie vendute.